# 安吉亚诺
安吉亚诺，是西班牙拉里奥哈自治区的一个市镇。总面积91平方公里，总人口570人（2001年），人口密度6人/平方公里。